# Tramway de Cassel (France)
Pour les articles homonymes, voir Tramway de Cassel.
La ligne Cassel-Gare - Cassel-Ville était une ligne de tramway de la commune de Cassel en France.
Elle était exploitée par la Compagnie des Tramways de Cassel.

## Histoire

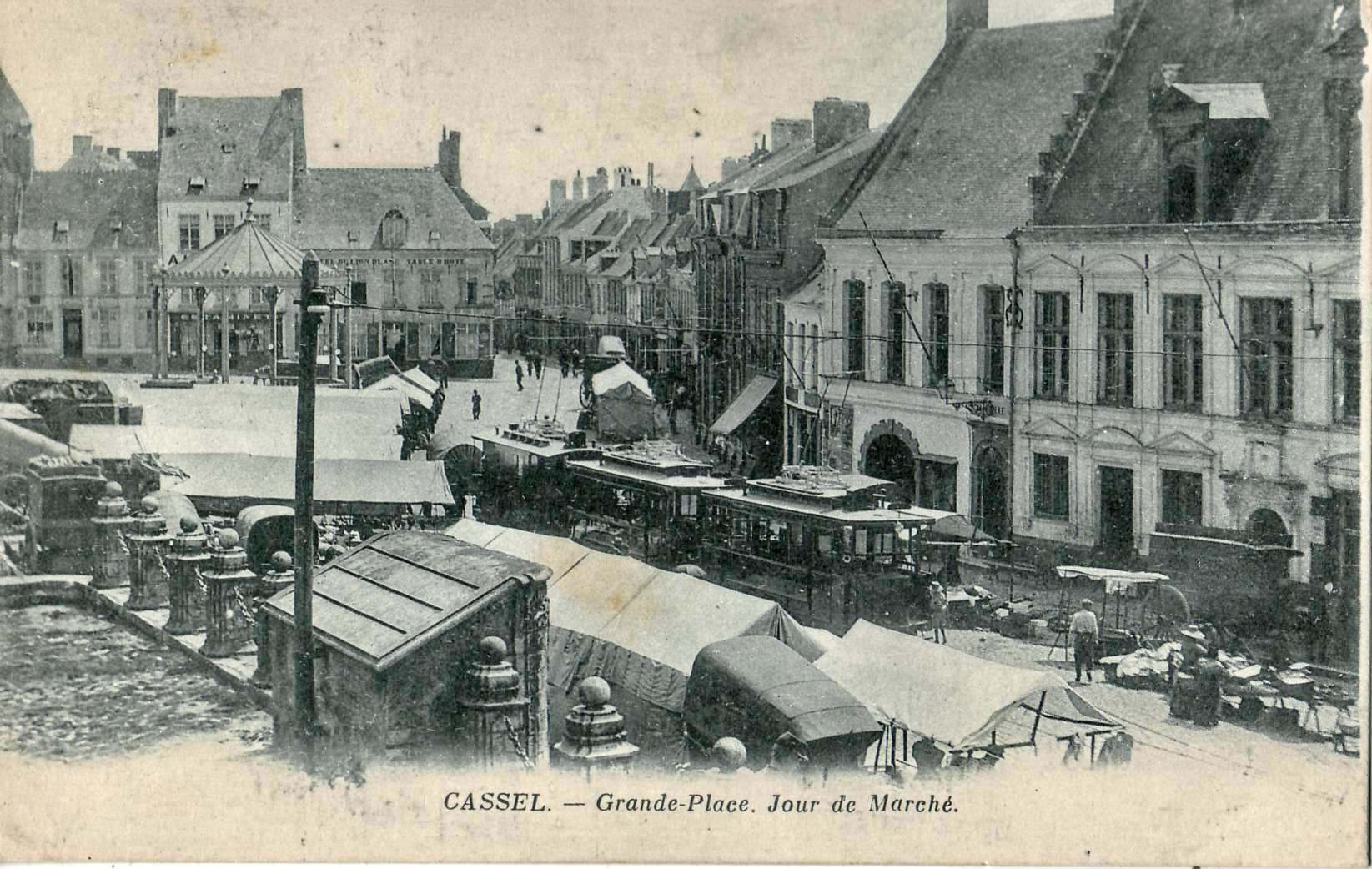
La Grand'Place, un jour de marché

La gare de Cassel a ouvert en 1848 sur la ligne Lille - Dunkerque. Située sur la plaine de Flandre, elle se trouve en contrebas de 120 mètres environ de la ville de Cassel, située sur l'un des Monts des Flandres.
De ce fait, furent étudiés à partir de 1893 diverses solutions pour faciliter l'accès des  habitants de la ville à leur gare. En 1899 fut créée la Compagnie du tramway de Cassel, qui obtint la concession d'une ligne de tramway électrique, bénéficiant d'une garantie d'exploitation du département, conformément aux dispositions de la loi de 1880 sur les VFIL. 
Cette ligne, construite par l'entreprise Thuvien de juin à septembre 1899, a commencé ses activités le 20 juillet 1900, bien que n'étant inaugurée que le 27 août 1900. 
La ligne fut l'une des rares du département du nord à se trouver dans la zone non envahie par l'armée allemande pendant la Première Guerre mondiale. Toutefois, à la fin de la guerre, un rapport au Conseil général note que la ligne est confrontée à d'importantes difficultés, puisque « le matériel est très usagé et la compagnie ne dispose d'aucun approvisionnement ». Il sera donc nécessaire de prévoir d'importants travaux de réfection, malgré la situation financière dégradée de la société, qui lui fait demander un relèvement des tarifs.
Compte tenu du déficit constaté depuis au moins 1922, la commune racheta la concession et le remplacement du service par une ligne d'autobus. Le dernier tramway circula le 30 novembre 1934, .

## Infrastructure

### Voie et tracé
| Infrastructure |                                                               |
|                | Dépôt, installation technique ou voyageurs (stations, gares). |
|                | Emprise en site indépendant.                                  |
|                | Emprise en tunnel.                                            |
|                | Pont en site indépendant.                                     |
|                | Voie de service ou de fret.                                   |

La ligne partait de la cour de la gare de Cassel, suivait la RN 42 en accotement. À l'entrée de la ville, sur l'actuelle rue Bollaert le Gavrian, se trouvait un embranchement desservant, par deux courbes opposées, le dépôt-atelier et une halle aux marchandises, situés sur la « Nouvelle place » (actuelle place Vandamme). La ligne poursuivait sa route jusqu'à la Grand'Place, où le terminus situé devant la mairie, était constitué d'un simple dédoublement de la voie pour permettre l'accueil et le stationnement de deux rames, .

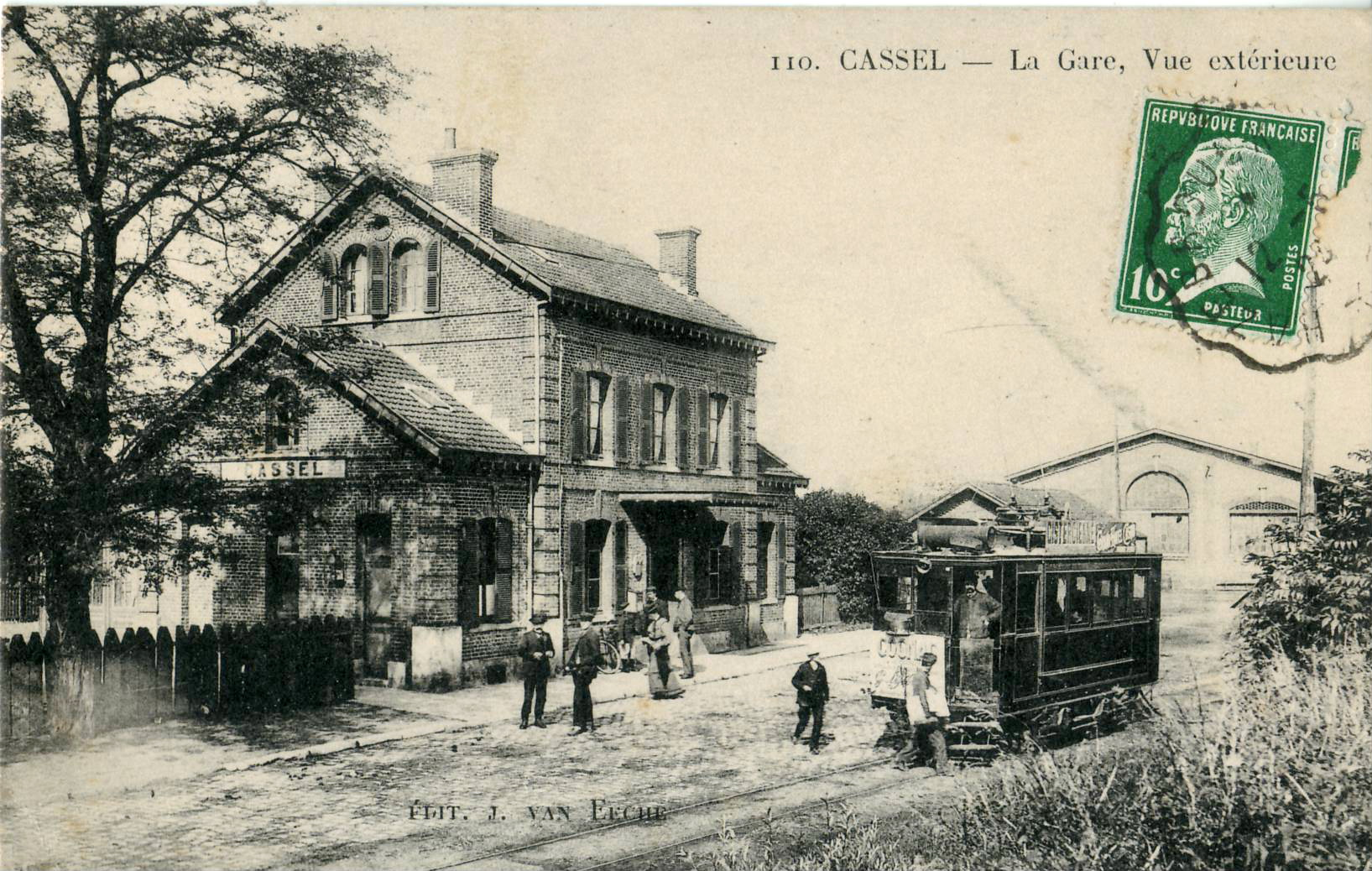
Le terminus "bas" de la gare.
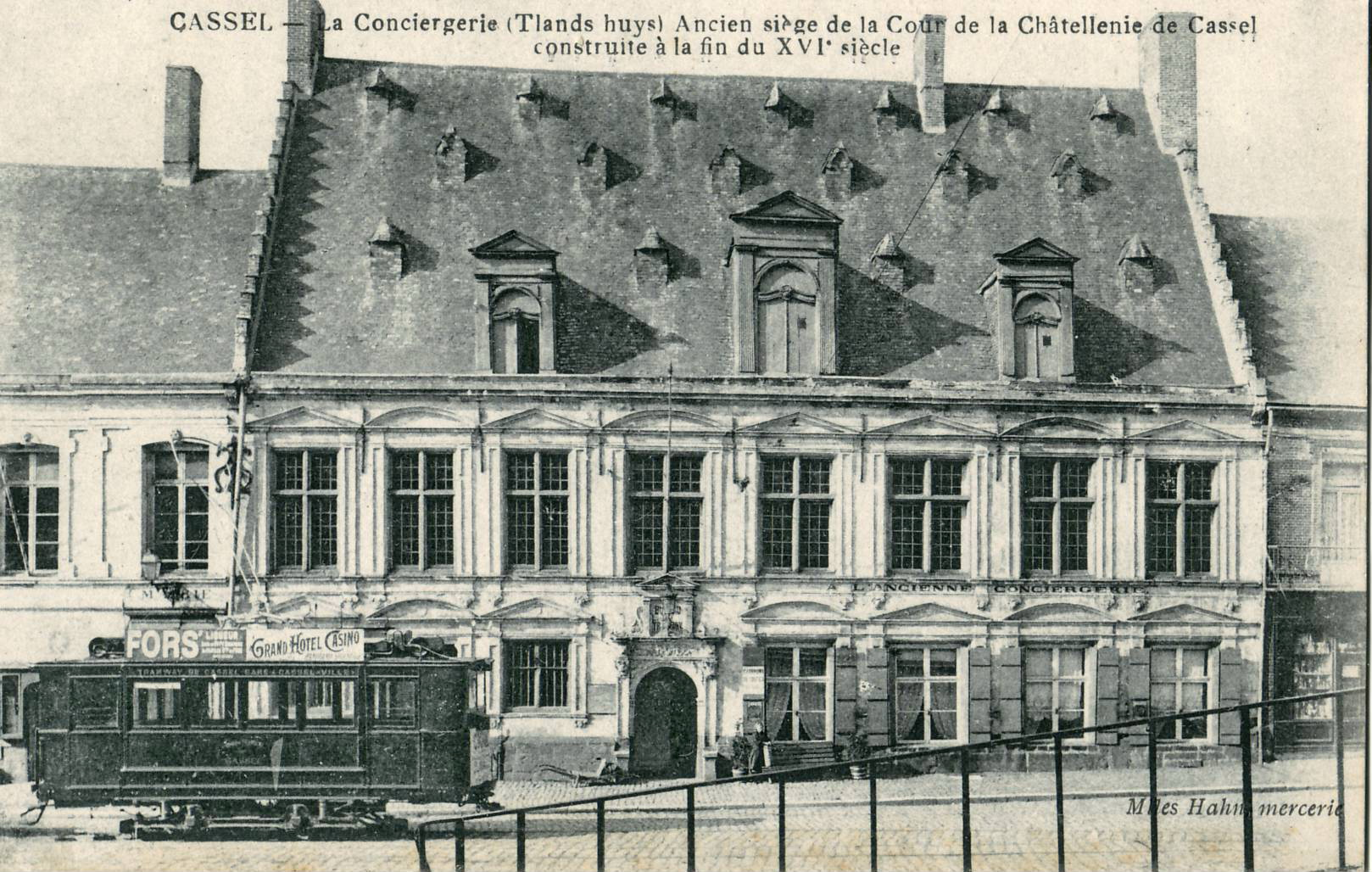
Le terminus "haut" sur la Grand'Place devant l'Hôtel de la Noble Cour (ancien siège de la châtellenie de Cassel).

Rails. De gauche à droite :
- type UIC 60,
- type Vignole,
- type Broca ou à gorge, typique des voies de tramway car permettant l'implantation de la voie dans la chaussée,
- type double champignon symétrique,
- et double champignon asymétrique

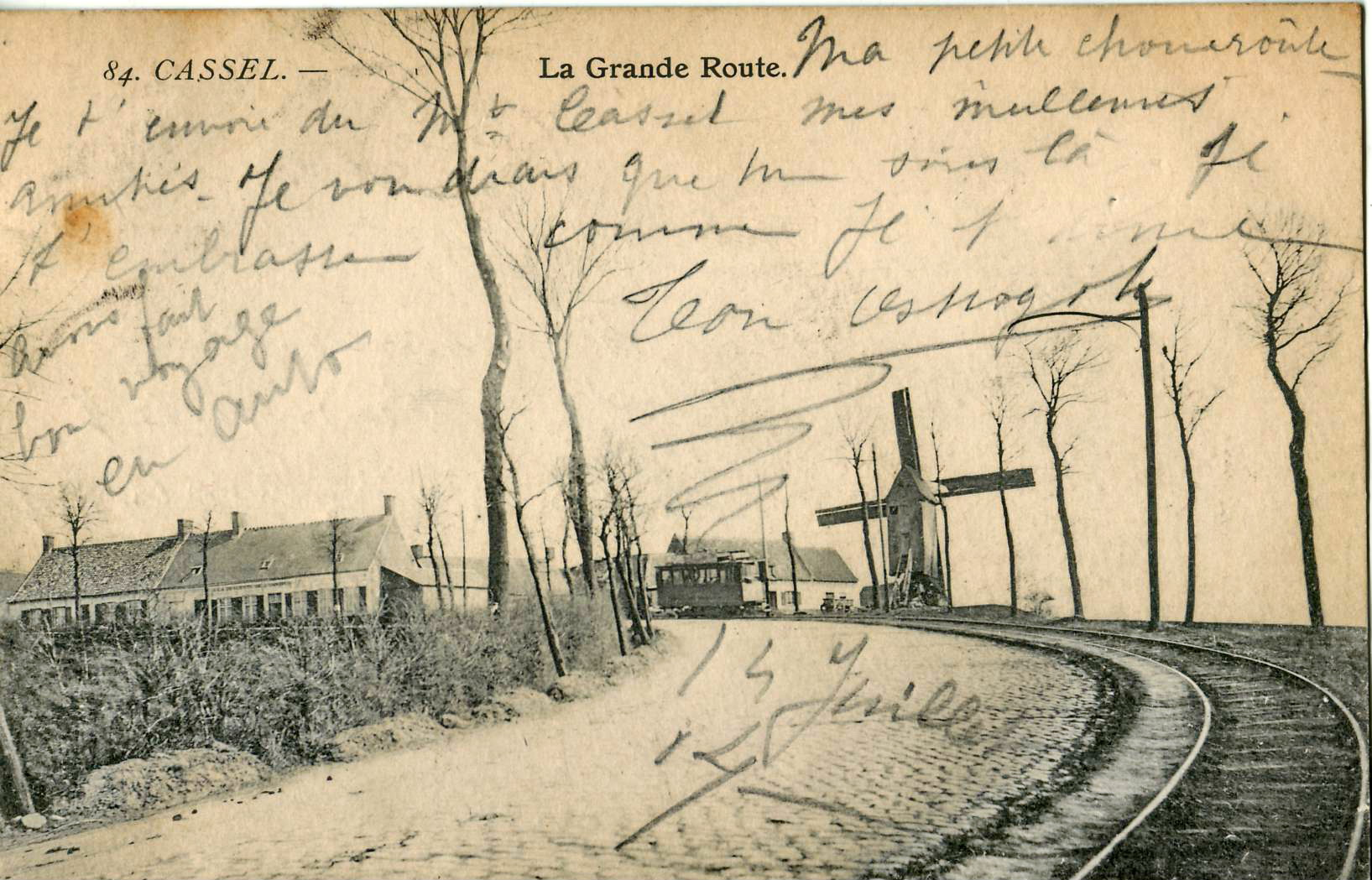
Motrice électrique sur la forte rampe de la route nationale, entre la gare et la ville haute

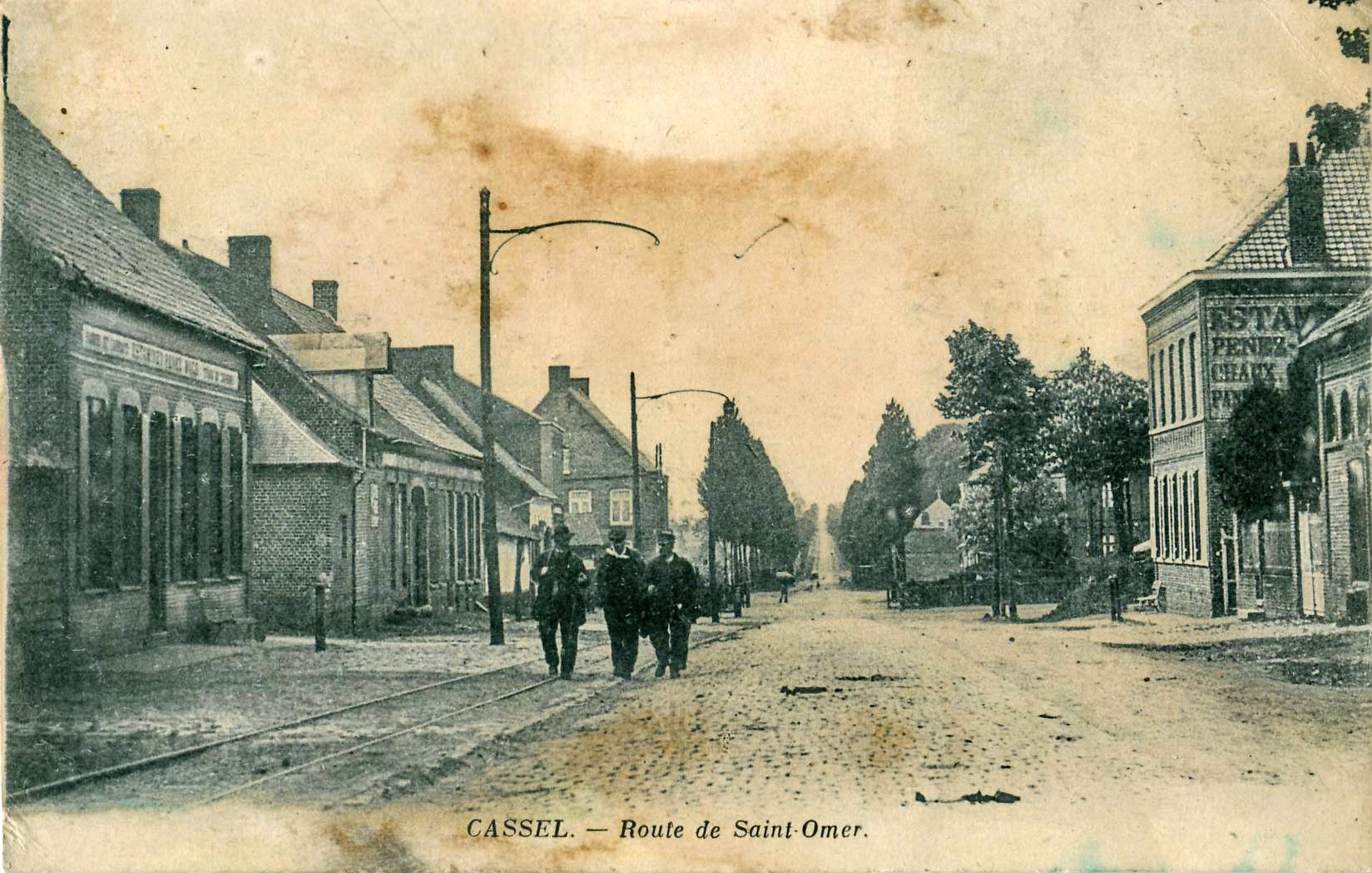
La voie était principalement implantée en accotement de la chaussée, comme ici, route de Saint-Omer

La ligne, d'une longueur de 3,365 km et à voie unique et métrique, était armée de rails type Vignole de 24 kg/m, pour les sections en accotement, et en rails Broca de 36 kg/m dans les parties situées dans l'emprise de la chaussée. La rampe maximale atteignait 6,75% et les courbes avaient un rayon minimal de 35 mètres. La ligne ne comprenait pas d'évitements intérmédiaires.

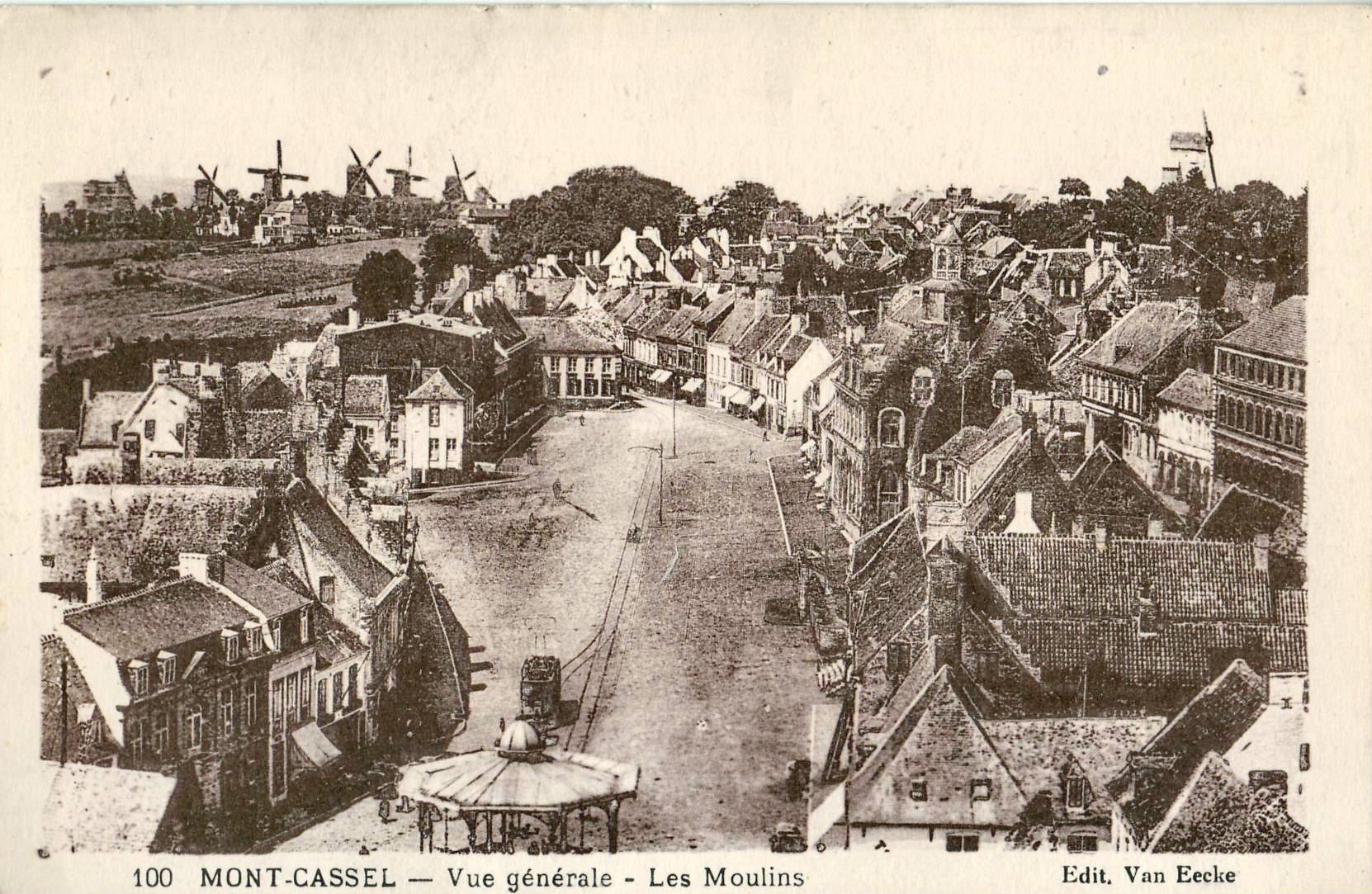
Installations du terminus de Grand'Place : un simple dédoublement de la voie unique, bien visible sur le cliché

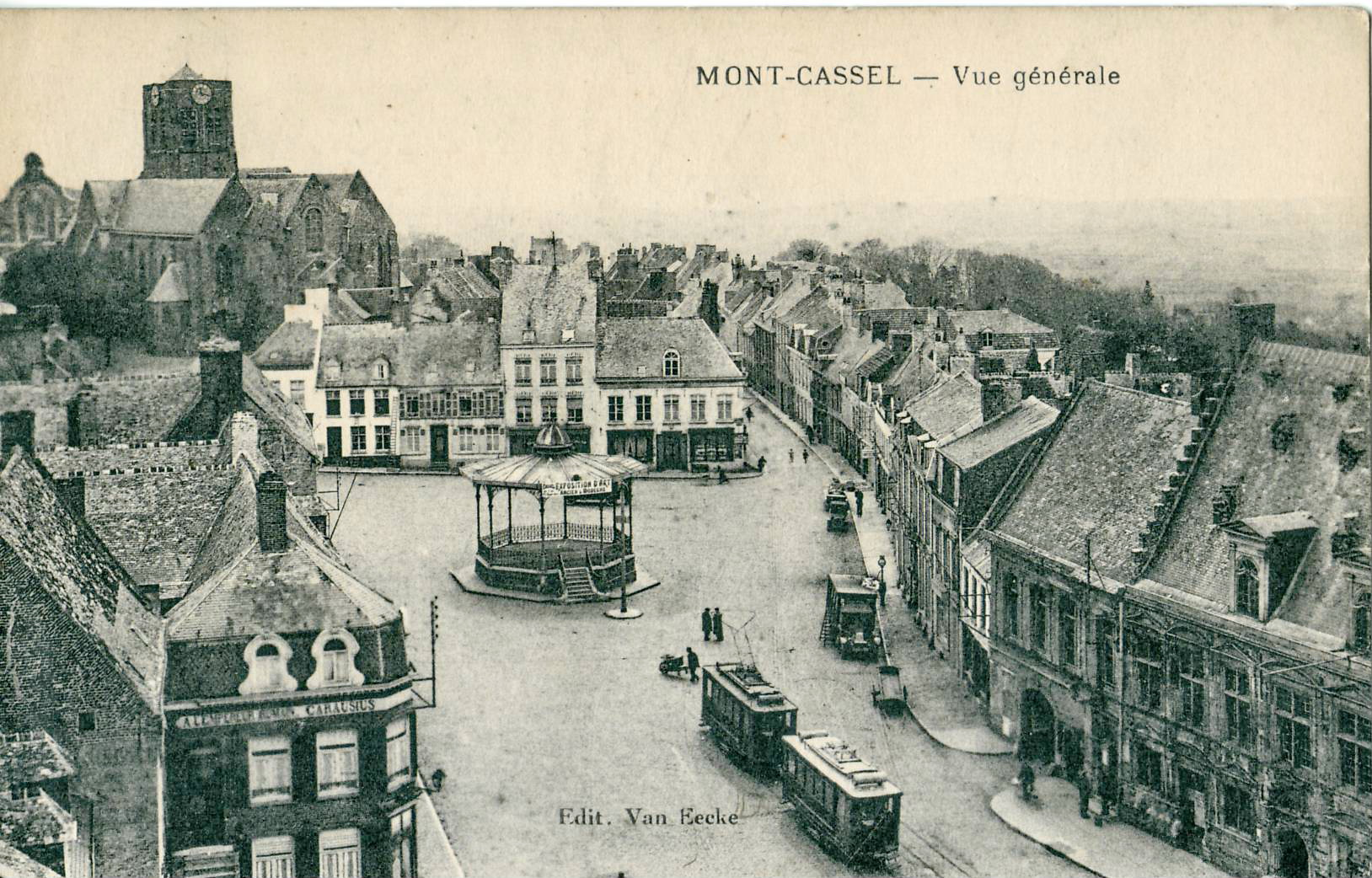
La Grand'Place

### Le terminus de la gare et le dépôt
Le terminus de la ligne était situé devant la gare de Cassel, permettant une correspondance aisée vers les usagers des chemins de fer du Nord, et était constitué d'un simple tronçon droit, sans installations permettant le croisement de rames. La ligne se poursuivait sur quelques centaines de mètres à l'intérieur de la cour aux marchandises, où elle se divisait en trois voies d'exploitation. Le plus au sud desservait la halle à marchandises, la seconde, longeant une voie de service du grand réseau, permettait le transbordement direct des marchandises entre un wagon à marchandises du Nord et le fourgon automoteur ou un wagon à marchandises du tramway. La voie la plus au nord desservait une remise à deux voies du tramway et l'usine électrique de la compagnie.
La voie principale desservait la remise du dépôt-atelier. Une voie plus au nord, non électrifiée, permettait le chargement des marchandises fragiles, et une autre, au sud, permettait la gestion de marchandises ne craignant pas les intempéries.

### Installations électriques
La traction était, dès l'origine, électrique, l'énergie étant fournie par une centrale à gaz appartenant à la société concessionnaire située dans la cour de la gare de Cassel. Cette société étendit d'ailleurs son activité à la production de gaz de ville en 1910, et pris le nom de Compagnie du tramway électrique de Cassel et d'éclairage par le gaz.
Le courant, de 600 V continu, était transmis à une  ligne aérienne de contact, constituée d'un simple fil, supporté par des poteaux de bois ou fixé aux façades des maisons par des consoles.

## Matériel roulant
Le matériel roulant était constitué de : 
- Quatre motrices à deux essieux, construites en 1900 par SACM à Belfort, avec prise de courant par archet et propulsées par deux moteurs électriques de 25 CV. L'une d'elles était aménagée en fourgon automoteur pour le transport des colis. Les trois motrices à voyageurs étaient initialement dotées de plates-formes ouvertes aux deux extrémités. Celles-ci furent ensuite partiellement fermées.
- Deux remorques ouvertes, dites baladeuses
- Une remorque fermée à plate-forme centrale
- quatre petits wagons plats à ridelles[2], [8].

## Exploitation
Le service était constitué, en mai 1914, par 11 allers-retours, effectués en 15 minutes à la montée, 10 minutes à la descente. Ce service régulier pouvait être accru en cas d'affluence. Au début des années 1930, le service était constitué de 16 navettes.